# Michelle Thomas
Michelle Thomas (Boston, 23 settembre 1968 – New York, 22 dicembre 1998) è stata un'attrice statunitense, nota soprattutto per aver recitato nelle serie televisive Otto sotto un tetto e I Robinson.

## Biografia
Il padre, Dennis Thomas, era un membro della band Kool & the Gang mentre la madre, Phynjuar Thomas, lavorava come attrice di teatro. Crebbe a Montclair, New Jersey, e frequentò la West Essex High School. Nel settembre del 1984 venne incoronata "Miss Talented Teen New Jersey" nel concorso di Hal Jackson per adolescenti mentre l'anno seguente gareggiò nel concorso internazionale e vinse il titolo di Reginetta. Nel 1988 ebbe la sua prima esperienza nel mondo dello spettacolo, interpretando Justine Phillips nella celebre sitcom I Robinson; successivamente partecipò ad alcune produzioni sia per il grande che il piccolo schermo, ottenendo una certa popolarità con il personaggio di Myra Monkhouse in Otto sotto un tetto.
Verso la seconda metà della nona e ultima stagione della sitcom Otto sotto un tetto le sue comparse si fanno sempre più sporadiche fino a scomparire del tutto. Nell'agosto del 1997, proprio mentre si girava quest'ultima stagione, le venne diagnosticato una rara forma di cancro allo stomaco. Michelle continuò a girare le scene fino a quando il cancro che lei non volle curare per non compromettere la propria possibilità di concepire un figlio glielo permise. Nel 1998 Michelle andò a sottoporsi al trattamento che aveva precedentemente rifiutato, ma il cancro era allo stadio finale e morì a New York il 22 dicembre 1998 a 30 anni, assistita dall'attore Malcolm-Jamal Warner, che recitava ne I Robinson la parte del figlio di Bill Cosby, Theo, e di cui Michelle faceva la ragazza.
Michelle Thomas è sepolta nel cimitero di Rosedale ad Orange, New Jersey.

## Filmografia

### Cinema
- Dream Date, regia di Anson Williams (1989)
- I migliori del Bronx (Hangin' with the Homeboys), regia di Joseph B. Vasquez (1991)
- Unbowed, regia di Nanci Letizia (1999)

### Televisione
- I Robinson (The Cosby Show) – serie TV, 9 episodi (1988-1990)
- Un uomo chiamato Falco (A Man Called Hawk) – serie TV, episodio 1x07 (1989)
- Thea – serie TV, 2 episodi (1994)
- Duckman – serie TV, episodio 3x17 (1996)
- Malcolm & Eddie – serie TV, episodio 2x02 (1997)
- Otto sotto un tetto (Family Matters) – serie TV, 55 episodi (1993-1998)
- Febbre d'amore (The Young and the Restless) – serie TV, 4 episodi (1998)

## Doppiatrici italiane
- Maura Cenciarelli in 8 sotto un tetto